# Cmentarz żydowski w Siewierzu
Cmentarz żydowski w Siewierzu – nekropolia została założona w 1915 r. poza obszarem zabudowanym, po lewej stronie szosy do Koziegłów. Kirkut został zlikwidowany w czasach PRL-u.
Prawdopodobnie na miejscu dawnej nekropolii znajduje się obecnie parking dla samochodów i tereny przy fabryce Electrolux.